# Korotki-Gletscher
Der Korotki-Gletscher (russisch Ледник Коро́ткий Lednik Korotki, deutsch ‚Kurzer Gletscher‘) ist ein kleiner Gletscher im ostantarktischen Mac-Robertson-Land. Im Mawson Escarpment liegt er nördlich des Rofe-Gletschers und fließt in westlicher Richtung zum Lambert-Gletscher.
Sowjetische Wissenschaftler gaben ihm 1977 seinen deskriptiven Namen.